# Cèfal de Siracusa
Cèfal de Siracusa (en llatí Cephalus, en grec antic Κέφαλος "Képhalos") fou un polític grec fill de Lisànies, net de Cèfal, i pare de l'orador Lísies.
Va néixer a Siracusa però va anar a viure a Atenes convidat per Pèricles i hi va restar 30 anys fins a la seva mort, participant activament en la vida pública, adquirint riqueses considerables i amb una reputació tant alta que mai ningú va emprendre cap acció contra ell. Plató el va incloure entre els personatges de La República, on apareix com un vell molt just que rep a Sòcrates a la seva casa del Pireu.
Va morir a una edat molt avançada, segurament abans del 443 aC i, per tant, es devia establir a Atenes vers el 473 aC. Va deixar tres fills, Polemarc, Lísies l'orador i Eutidem.